# San Jerónimo, Tantoyuca
San Jerónimo är en ort i Mexiko.   Den ligger i kommunen Tantoyuca och delstaten Veracruz, i den sydöstra delen av landet, 230 km nordost om huvudstaden Mexico City. San Jerónimo ligger 114 meter över havet och antalet invånare är 196.
Terrängen runt San Jerónimo är huvudsakligen platt, men den allra närmaste omgivningen är kuperad. Runt San Jerónimo är det ganska tätbefolkat, med 83 invånare per kvadratkilometer. Närmaste större samhälle är Tantoyuca, 16,2 km nordväst om San Jerónimo. Trakten runt San Jerónimo består till största delen av jordbruksmark.